# 郦道元
郦道元（466年或472年—527年），字善长，范阳郡涿县（今河北省涿州市）人，北魏地理学家、散文家。曾任東荊州刺史，因得罪權貴，被免去官職。十年後，朝廷復起用為著河南尹。明帝孝昌元年，率軍去彭城討平元法僧叛亂，因功陞為御史中尉。因他彈劾過汝南王元悅，在雍州刺史萧寶夤想反叛北魏時，元悅乘機叫朝廷派酈道元去宣撫，酈道元入關時被萧寶夤殺害。著有《水经注》，是著名的文學與地理學大作。

## 生平

### 《水經注》
其父親為郦范，曾任平東將軍、青州刺史，進爵為永寧侯。生於獻文帝天安元年（466年），另一說為孝文帝延興二年（472年）。起初，郦道元继承父亲的封爵永宁侯，按照惯例，由侯降为伯。酈道元雖為涿縣人，卻生在青州，自小就跟著父親郦范在青州任所生活。酈道元十多歲時，就遊青州江河，喜愛大自然。父親做過刺史，也喜歡遊山玩水。青州城從前叫做廣縣，有一條陽水從東北方流過。城東山上有一口石井，據說有妖怪出沒，井三面堆著石頭，深四丈有餘，井水極猛，致成瀑布，匯入陽河。酈道元自小就喜歡在那一帶的水邊玩，夏天時常脫得赤條條的。另外，臨朐縣東有一條巨洋河，有一口熏冶泉的水流入，是酈道元嬉戲的去處。
他天性喜歡江河湖泉，何處有江河，都要去考察一番，必要時還會掏出紙筆紀錄。他走遍北方許多地方，又到過南方江、淮流域的一些地方。
古時有本書名為《水經》，記載全國一百三十七條江河，一萬多字，內容不容易理解，因此酈道元想為此書作註解，但為《水經》做注並不易，不能只關在書齋裡完成，需實地考察江河。於是酈道元便一條條江河親自去探勘清楚，看江河的源流清濁，參觀物產名勝，考察民族風情，打聽歷史沿革、故事傳說等。但當時正值南北分裂時期，有些地方不能親自探訪，因此只能援引他人的著作。
歷經十年左右，《水經注》終於完成，除了為《水經》做注外，也補充了許多江河，共計一千兩百五十二條，近於原來的十倍之多，有三十萬字。

### 得罪權豪
早期在平城（北魏都城，今山西省大同市）和洛阳担任中央官员，并且多次出任地方官。一生足迹遍及中国北方。他为官“执法情刻”、“素有严猛之称”，得罪不少皇族、豪强，在東荊州刺史任上，威猛為治，被百姓上告，因而免官。在京期間專心撰寫《水經注》。
北魏孝昌元年（525年），北魏徐州刺史元法僧稱帝，建元天啟。北魏孝明帝當朝，從洛陽派兵東去鎮壓，並令酈道元調度各軍。魏兵攻到彭城，元法僧抵擋不住，只好投降南方的梁朝。但酈道元仍指揮各軍掩殺，俘虜叛軍甚多。最後成功收復彭城，回朝後，酈道元陞官，官拜「御史中尉」。
「御史中尉」是朝中御史臺的長官。自西漢末年御史大夫改稱「大司空」後，御史中丞便成御史府的第一把手，至北魏時期改名為御史中尉，其官權力甚大，管糾劾各州郡的貪官污吏，就如同現在的檢察官。
北魏汝南王元悦是男同性恋者，其得宠的男宠丘念，在地方魚肉百姓，胡作非為，弄权纵恣，被酈道元聽聞，因此將其關進大牢裡。元悅聽說此事，勃然大怒，便派人至酈道元要求放人，但為人正直的酈道元並不怕官威，因此依然按照審訊結果，把元悅的親信判死。元悦找灵太后恳求特赦，郦道元干脆赶在圣旨到达前处死了丘念。元悅得知此事甚怒，並辱罵酈道元，而後，酈道元並不屈服，反而向上表彈劾元悅縱容親信，作奸犯科且辱罵朝廷大臣。表呈上後，魏孝明帝包庇皇親國戚，沒治元悅之罪。但元悅記恨在心。自此元悦与郦道元结下深仇。

### 為國殉職
北魏孝昌三年（527年）某日，孝明帝一早坐朝，忽然西方有緊急軍情傳到：雍州刺史萧寶夤想擁眾反叛朝廷，但尚未行動。明帝大驚，京師洛陽距雍州不遠，問滿朝文武有何對策，元悅道「臣以為萧寶夤欲反叛，但他為南方人，夾在我大魏與朱羌之間，且其部下兵士仍為我大魏兵將，並無反叛之意。為今之計，可派欽差大臣到雍州，宣撫萧寶夤和眾將士，表示朝廷寬大之厚恩，則雍州便不會反了。」
孝明帝問道「此去雍州宜撫，派誰為妥？」元悅道「臣推舉御史中尉酈道元大人前往，其精明能幹、能力甚強，前年調遣眾軍，去討平元法僧彭城之亂，曾立大功，派他前往，另外其兄弟及兩個儿子也一同前去相助，必定萬無一失！」明帝聽罷大喜，便道「命酈中尉前往雍州，宜撫萧寶夤，酈卿，朕命你做關右大使。」酈道元無法推拒，只好領旨。
於是，酈道元帶了弟弟和兩個兒子，由百名士卒陪護，帶著錢財禮品，駕車西去雍州。當他們來到陰盤驛（今陝西省臨潼縣東），萧寶夤以為朝廷是派人殺他，於是預先埋伏兵將兩千餘人在陰盤驛兩側。
酈道元見狀令全體撤到陰盤驛的小山上，小山只有一條路可以進出，周圍陡峭。萧寶夤的兵將攻山多次失敗，於是決定不攻上山，把小山包圍起來，讓他們困死。酈道元、其弟、兩個兒子與士兵們因為沒水喝沒東西吃，努力向下挖水，但過了六天，許多人已死去，依然不見水源，他們就放棄尋找，而山下的兵趁勢殺死了所有人，把酈道元和他兩個兒子的首級割下，並把屍身丟進井裡。
魏收修撰《魏書》时，將酈道元列入〈酷吏傳〉。

## 成就
酈道元一生勤於讀書和著述，《魏書》卷八十九說：“道元好學，歷覽奇書”，代表作有《水经注》。道元寫景文字，遣詞精當，“片語隻字，妙絕古今”。历来研究《水经注》称“郦学”。唐代李白、杜甫的詩，都吸收了《水經注》的藝術滋養，柳宗元的《永州八記》文章實脫胎於《水經注》。宋朝蘇軾說：“嗟我樂何深，水經也屢讀。”张岱说：“古人记山水，太上有郦道元，其次柳子厚，近时则袁中郎。”刘熙载亦云：“郦道元叙山水，峻洁层深，奄有楚辞《山鬼》、《招隐士》胜境。柳州游记，此先导也”日本地理学家米仓二郎称郦道元为“中世纪全世界最伟大的地理学家”。
《本志》、《七聘》並無流傳至今。

## 延伸阅读
[在维基数据编辑]
 在维基文库阅读此作者作品
 《魏書·卷89》，出自魏收《魏书》